# Miina Maasola
Miina Maija Emilia Maasola (* 6. Juli 1978 in Nastola; † 8. Februar 2014 in Tampere) war eine finnische Schauspielerin.

## Leben und Karriere
Maasola wurde am 6. Juli 1978 in Nastola geboren. Ihr Cousin Juho Markkanen ist ebenfalls Schauspieler. Sie studierte an der Lancaster Theatre School. Danach setzte sie ihr Studium an der Theaterakademie Helsinki fort.
Ihr Debüt gab sie 2003 in der Serie Kaunis mies. 2005 trat sie in NDA – Salassapitosopimus auf. Unter anderem spielte Maasola 2008 in der Fernsehserie Tukka auki eine Hauptrolle. Nebenrollen bekam sie in Levottomat 3, Käsky und Vuonna 85. Anschließend wurde sie 2013 für die Serie Mun ainoot 30 minsaa gecastet. 2014 wirkte sie in Toisen kanssa mit.
Maasola war mit dem Schauspieler und Regisseur Antti Mikkola verheiratet und hatte zwei Kinder.
Miina Maasola erlitt am 27. November 2013 einen schweren Verkehrsunfall. Bei dem Unfall am 8. Februar 2014 fiel sie ins Koma und starb an ihren Verletzungen.

## Filmografie
Filme
- 2004: Levottomat 3
- 2005: NDA – Salassapitosopimus
- 2008: Käsky
- 2012: Rakkauden rasvaprosentti
- 2013: Vuonna 85

Serien
- 2003: Kaunis mies
- 2008: Tukka auki
- 2010: Vastaparit
- 2012: Tehdas
- 2013: Mun ainoot 30 minsaa
- 2014: Toisen kanssa